# Motherland (inno nazionale)
Motherland (Madrepatria) è l'inno di Mauritius. È scritto da Joseph Philippe Gentil (1928). Fu adottato da Mauritius quando si proclamarono indipendenti, nel 1968.

## Testo inglese
O Motherland of mine

Sweet is thy beauty,

Sweet is thy fragrance,

Around thee we gather

As one people,

As one nation,

In peace, justice and liberty.

Beloved Country, 

May God bless thee

For ever and ever.